# 晉承寵
晉承寵（？—？），山西平陽府洪洞縣人，軍籍，明朝政治人物。

## 生平
萬曆二十五年（1597年）丁酉科山西鄉試舉人，二十九年（1601年）辛丑科進士。任行人司行人。

## 家族
父晉應槐，寧夏巡撫。弟晉承命，萬曆十九年辛卯科舉人，授高邑縣知縣，舉廉官第一，轉随州知州，補睢州知州、景州知州，升南京戶部員外郎，調南京刑部員外郎，以抗逆魏璫回籍。進吏部員外郎，補刑部郎中，出為永平府知府，乞告終養。流寇猖獗，立中統營，保全無虞，邑人戴德。晉承忠，萬曆二十八年庚子科舉人，歷官宿州知州、工部郎中。